# Videogiochi nel 2004

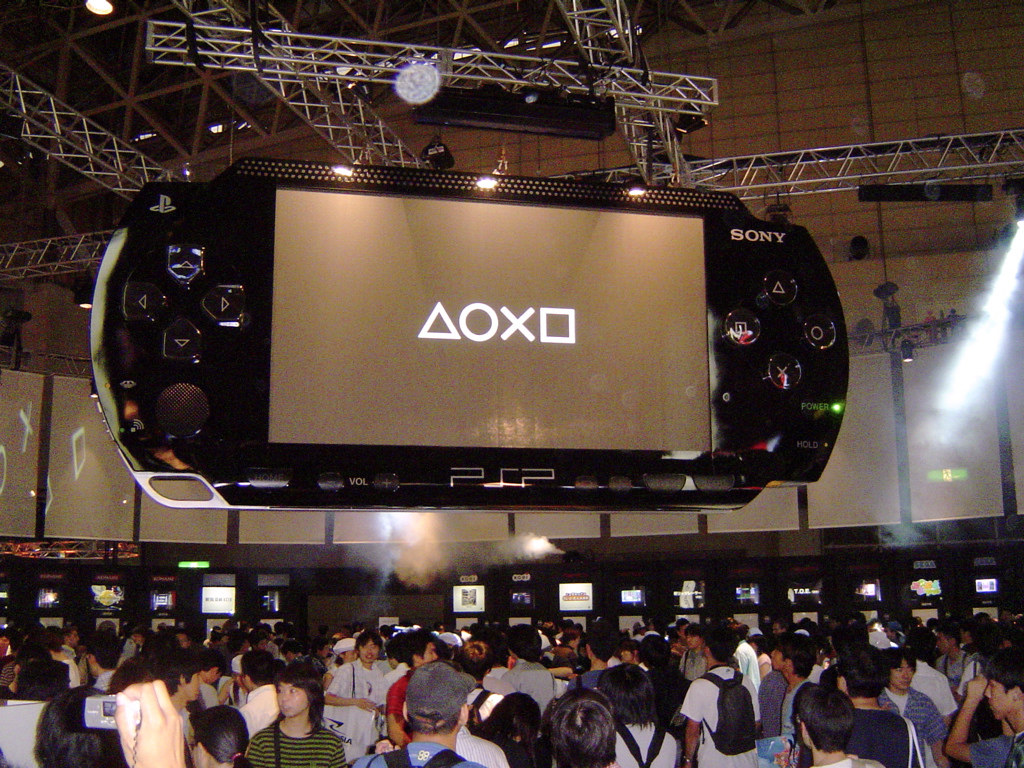
Riproduzione gigante della PlayStation Portable al Tokyo Game Show 2004

Eventi rilevanti avvenuti nell'industria dei videogiochi nel 2004. 
Per un elenco delle voci su giochi usciti nell'anno vedi Categoria:Videogiochi del 2004.

## Eventi
- 12 gennaio — Ubisoft acquisisce Tiwak.
- febbraio — Electronic Arts effettua una ristrutturazione e trasferisce buona parte della Maxis e la Origin Systems nel suo quartier generale.
- 6 aprile — Midway Games acquisisce Surreal Software.
- maggio — Sammy Corporation acquisisce la controllata SEGA spendendo 1.1 miliardi di dollari e creando la Sega Sammy Holdings Inc.
- 11 maggio — Nintendo annuncia la sua nuova console con il nome di "Revolution" (in seguito Wii).
- 8 giugno — Nintendo mette in vendita la console portatile Game Boy Advance in Cina
- luglio — VTech mette in vendita la console V.Smile.
- luglio — Square Enix ristrutturano le proprie controllate nel mondo.
- agosto — SNK dismette la console Neo Geo Advanced Entertainment System.
- 30 agosto — Acclaim Entertainment dichiara bancarotta e cessa di operare.
- 11 ottobre — Midway Games acquisisce lo sviluppatore Inevitable Entertainment e lo rinomina Midway Studios Austin.
- 18 novembre — Nintendo mette in vendita il Game Boy Advance SP in Cina.
- 23 novembre — Blizzard Entertainment presenta World of Warcraft.
- 21 novembre — Nintendo mette in vendita la console portatile Nintendo DS negli Stati Uniti d'America e Canada.
- 30 novembre — Midway Games acquisisce lo sviluppatore Paradox Development.
- 12 dicembre — Sony mette in vendita la console portatile PlayStation Portable in Giappone.
- 13 dicembre — Electronic Arts acquisisce per cinque anni la licenza esclusiva per i marchi NFL per lo sviluppo di videogiochi sportivi.
- 20 dicembre — Electronic Arts acquisisce il 20% di Ubisoft. Il consiglio di amministrazione dell'Ubisoft ha dichiarato l'acquisto "ostile".
- Chiusura del Papyrus Design Group.
- Chiusura della Origin Systems.
- Chiusura della Titus Software.
- Nokia presenta la nuova console portatile N-Gage QD

## Vendite
Titoli di maggior vendita nel Nord America nell'anno secondo il sito IGN
| N° | Titolo                             | Piattaforma | Editore              |
| -- | ---------------------------------- | ----------- | -------------------- |
| 1  | Grand Theft Auto: San Andreas      | PS2         | Take Two Interactive |
| 2  | Halo 2                             | Xbox        | Microsoft            |
| 3  | ESPN NFL 2K5                       | Xbox        | Take Two Interactive |
| 4  | Madden NFL 2005                    | PS2         | EA Sports            |
| 5  | Need For Speed: Underground 2      | PS2         | Electronic Arts      |
| 6  | Pokémon Rosso Fuoco e Verde Foglia | GBA         | Nintendo             |
| 7  | NBA Live 2005                      | PS2         | Electronic Arts      |
| 8  | Spider-Man 2                       | PS2         | Activision           |
| 9  | Metal Gear Solid 3                 | PS2         | Konami               |
| 10 | Halo: Combat Evolved               | Xbox        | Microsoft            |